# Hockey club châlonnais
Le Hockey club châlonnais, également appelé Les Gaulois, est le club de hockey sur glace de Châlons-en-Champagne, évoluant au troisieme niveau national (division 2) pour la saison 2024-2025.

## Historique
Le club du Hockey Club de Châlons-en-Champagne a été créé en 1972.
Entre 2017 et 2020, Châlons-en-Champagne jouait en D2, la troisième division française.
Il évolue à la Patinoire Cités Glace.

## Effectif actuel
| No    | Nom                | Nat. | Position       | Arrivée                                  |
| ----- | ------------------ | ---- | -------------- | ---------------------------------------- |
| +023, | Victor Monoy       |      | Gardien de but | Formé au club                            |
| +093, | Pavol Smik         |      | Gardien de but | 2020 - Jets d'Évry-Viry                  |
| +005, | Sylvain Berton     |      | Défenseur      | 2016 - sans club                         |
| +006, | Hugo Goncalves     |      | Défenseur      | 2018 - sans club                         |
| +012, | Benoît Girardin    |      | Défenseur      | 2020 - Phénix de Reims                   |
| +071, | Anthony Pernot     |      | Attaquant      | 2020 - Epinal Hockey Club                |
| +016, | Younes Baazzi      |      | Attaquant      | 2020 - sans club                         |
| +004, | Thomas Lanu        |      | Défenseur      | Formé au club                            |
| +084, | Nathan Dutat       |      | Défenseur      | 2018 - Titans de Colmar                  |
| +015, | Loïs Paroissien    |      | Attaquant      | Formé au club                            |
| +017, | Théo Vignot        |      | Attaquant      | Formé au club                            |
| +037, | Vladimír Mikula    |      | Centre         | 2017 - Français volants de Paris         |
| +047, | Marek Hanes – C    |      | Attaquant      | 2009 - Aigles des Pyrénées de Font-Romeu |
| +077, | Florent Domaine    |      | Attaquant      | Formé au club                            |
| +008, | Arnaud Briand      |      | Attaquant      | 2010 - Dragons de Rouen II               |
| +091, | Alexis Pimpernelle |      | Centre         | Formé au club                            |

## Les logos

Logo actuel
Ancien Logo